# As d'Or
As d'Or és el premi més prestigiós de França per als jocs ideats en el darrer any, atorgat cada any a l'ocasió del Festival International des Jeux a Canes, on es reuneixen els professionals del sector lùdic: editors, creadors, il·lustradors i negociants. Va ser creat el 1988. Prové de la fusió de dos guardons anteriors, un anomenat també As d'Or i l'altre Jeu de l'année (= joc de l'any). Hi ha tres categories: joc de l'any, joc infantil de l'any i joc expert de l'any.

## Llista dels jocs premiats
Les primeres edicions rebien el nom de Super As d'Or
- 1988: Supergang
- 1989: Abalone
- 1990: Tutankhamen
- 1992: Quarto
- 1993: Pipeline
- 1994: Pusher
- 1995: Condottière
- 1996: Magic: The Gathering
- 1997: Gang of Four
- 1998: Zatre
- 2000: Kahuna
- 2001: Blokus
- 2002: Bakari

A partir d'aquesta edició es va modificar el nom del premi
- 2003: Alhambra
- 2005: Ticket to ride
- 2006: Time's up
- 2007: Du balai! (Bruno Cathala i Serge Laget)
- 2008: Marrakech (Dominique Ehrhard)
- 2009: Dixit (Jean-Louis Roubira)
- 2010: Identik (Amanda Kohout i William Jacobson)
- 2011: Skulls and Roses (Hervé Marly)
- 2012: Takenoko (Antoine Bauza)
- 2013: Andor (Michael Menzel)
- 2014: Concept (Alain Rivollet i Gaëtan Beaujannot)
- 2015: Colt Express (Christophe Raimbault)[2]
- 2017: Kikou le coucou de Josep M. Allué i Víktor Bautista i Roca[3]
- 2018: Azul
- 2019: The Mind
- 2020: Oriflamme
- 2021: MicroMacro: Crime City
- 2022: 7 wonders:Architects
- 2023: Akropolis
- 2024: Trio
- 2025: Odín